# Шамбреси
Шамбреси (фр. Chambrecy) насеље је и општина у североисточној Француској у региону Шампањ-Арден, у департману Марна која припада префектури Ремс.
По подацима из 2011. године у општини је живело 143 становника, а густина насељености је износила 23,37 становника/km². Општина се простире на површини од 6,12 km². Налази се на средњој надморској висини од 183 метара.

## Демографија
| 1962. | 1968. | 1975. | 1982. | 1990. | 1999. | 2011. |
| ----- | ----- | ----- | ----- | ----- | ----- | ----- |
| 83    | 85    | 82    | 87    | 75    | 74    | 143   |

График промене броја становника у току последњих година